# Ghazi I.

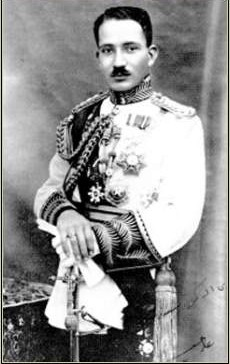
Ghazi, König des Irak

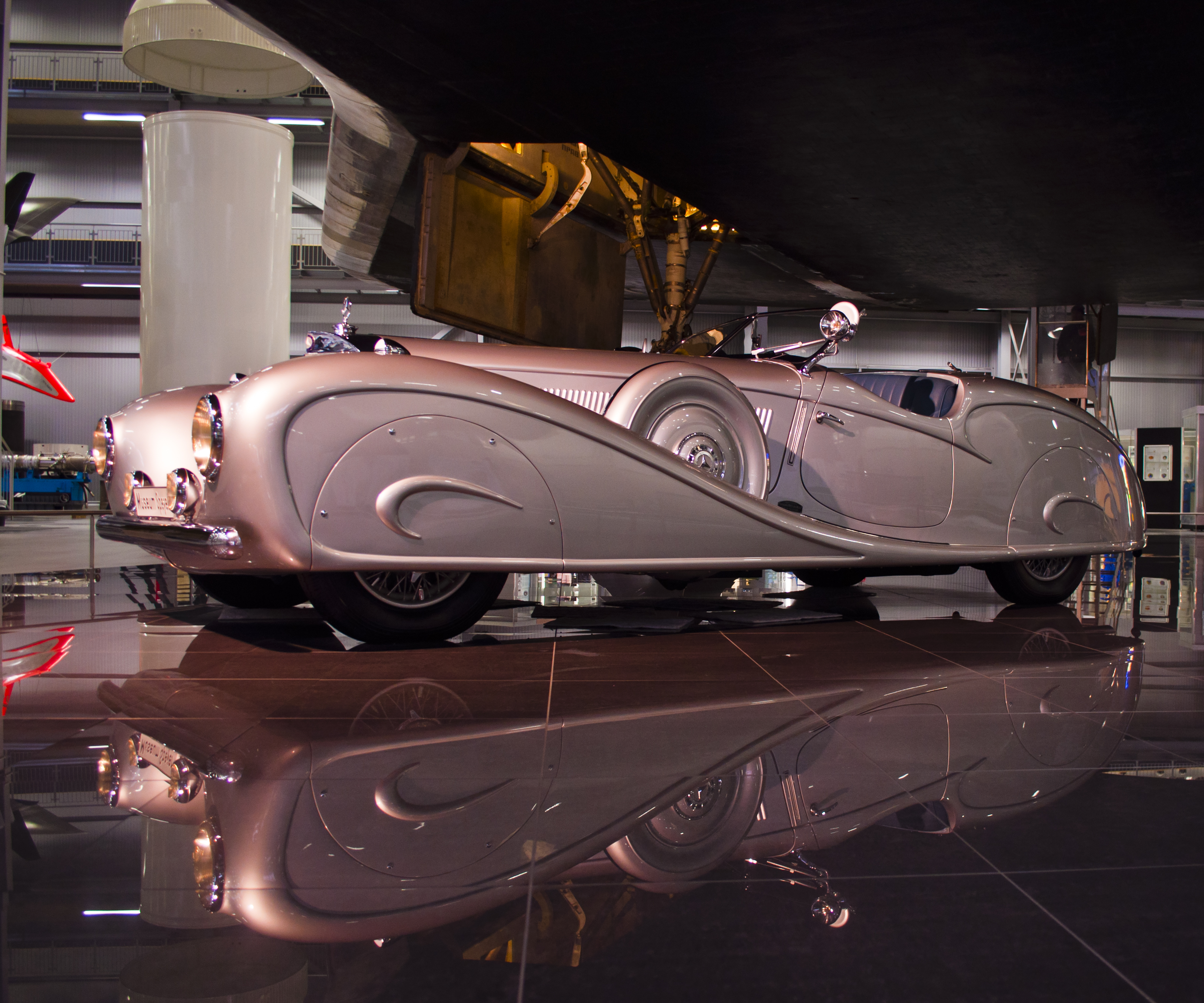
Mercedes-Benz 500 K mit Erdmann-&-Rossi-Karosserie für Ghazi I. (1935)

Ghazi I. (arabisch غازي الأول, DMG Ġāzī al-awwal; * 21. März 1912 in Mekka; † 4. April 1939 bei Bagdad) oder Ghasi bin Faisal war von 1933 bis zu seinem Tod König des Irak.

## Leben
Ghazi entstammte der Dynastie der Haschemiten und wurde 1912 als Sohn des späteren irakischen Königs Faisal I. und Enkel Hussein ibn Alis, des regierenden Emirs des Hedschas und Scherifen von Mekka, geboren. Seine Mutter war Hazima bint Nasser, gleichfalls aus der Familie der Scherifen von Mekka. Seine höhere Schulbildung erwarb er in London auf der Harrow School; er sprach Englisch, Französisch und Italienisch. Am 8. September 1933 wurde er nach dem Tod seines Vaters zum König gekrönt. Nach dem Ende der britischen Mandatsherrschaft und der Unabhängigkeit des Königreiches Irak kam es 1933 zum Assyrermassaker an den nestorianischen Christen im Irak, die den Briten als Hilfstruppen während ihrer Mandatsherrschaft gedient hatten. Er förderte den Nationalismus gegen die britische Dominanz und duldete 1936 einen Militärputsch. Damit gewann das Militär in der irakischen Politik zunehmend an Bedeutung.
Im September 1933 heiratete er kurz nach seinem Amtsantritt zur Vermeidung innerer Unruhen in einer Trauung per Stellvertreter seine Cousine, die Prinzessin Aliya bint Ali, Tochter des Ali ibn Hussein, des Königs des Hedschas, und Enkelin des Hussein ibn Ali. Einige Monate später wurde die Hochzeit mit großem Pomp für die Öffentlichkeit wiederholt. Ihr einziger Sohn war Faisal II., der am 2. Mai 1935 geboren wurde.

## Tod
Der König erlitt am 4. April 1939 eine tödliche Schädelfraktur, als er am Steuer eines Autos mit hoher Geschwindigkeit gegen den Mast einer elektrischen Lichtleitung prallte. Angeblich soll er unter Alkoholeinfluss gestanden haben. In der irakischen Bevölkerung und Nationalistenkreisen wurde mitunter ein Attentat irakischer Kontrahenten oder der britischen Regierung vermutet. Bis heute konnte die Theorie nicht durch Beweise erhärtet werden.